# Норт Медисон (Охајо)
Норт Медисон (енгл. North Madison) насељено је место без административног статуса у америчкој савезној држави Охајо.

## Демографија
По попису из 2010. године број становника је 8.547, што је 96 (1,1%) становника више него 2000. године.
| Група             | 2000.         | 2010.         |
| Белци             | 8.196 (97,0%) | 8.200 (95,9%) |
| Афроамериканци    | 10 (0,1%)     | 43 (0,5%)     |
| Азијати           | 32 (0,4%)     | 34 (0,4%)     |
| Хиспаноамериканци | 120 (1,4%)    | 156 (1,8%)    |
| Укупно            | 8.451         | 8.547         |